# Fis-moll

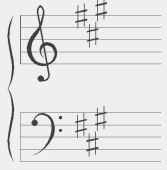
Znaki chromatyczne w gamie fis-moll

Diagram akordu fis-moll dla gitary

fis-moll – gama muzyczna oparta na skali molowej, której toniką jest fis. Gama fis-moll w odmianie naturalnej (eolskiej) zawiera dźwięki: fis, gis, a, h, cis, d, e. W zapisie tonacji fis-moll występują trzy krzyżyki.
Oprócz odmian: eolskiej, harmonicznej i doryckiej, jest też odmiana melodyczna brzmiąca jak do góry dorycka, a w dół jak eolska.
Gama fis-moll w odmianie harmonicznej (z VII stopniem podwyższonym o półton):
Gama fis-moll w odmianie doryckiej (z VI i VII stopniem podwyższonym o półton w stosunku do gamy fis-moll naturalnej):
Durową paralelą gamy jest A-dur, jednoimienną durową – Fis-dur.
Nazwa fis-moll oznacza także akord, zbudowany z pierwszego (fis), trzeciego (a) i piątego (cis) stopnia gamy fis-moll.
| Akord fis-moll | Audio playback is not supported in your browser. You can download the audio file. |

Znane dzieła w tonacji fis-moll:
- Dietrich Buxtehude – Preludium fis-moll (na organy)
- Fryderyk Chopin – Preludium fis-moll, Polonez op. 44
- Felix Mendelssohn-Bartholdy – „Pieśń weneckiego Gondoliera” ze zbioru „Pieśni bez słów”
- Aleksandr Skriabin – III Sonata fortepianowa op. 23
- Henryk Wieniawski – I Koncert skrzypcowy